# Неолимпийские виды спорта, признанные Международным олимпийским комитетом
Неолимпи́йские ви́ды спо́рта, при́знанные Междунаро́дным олимпи́йским комите́том — виды спорта, не входящие в программу Олимпийских игр, которые организуются международными спортивными федерациями, признанными Международным олимпийским комитетом (МОК). Как и в случае с олимпийскими видами спорта, МОК придерживается принципа «одна федерация — один вид спорта». 
Все признанные МОК федерации входят в Ассоциацию признанных МОК международных спортивных федераций (англ. Association of IOC Recognised International Sports Federations, ARISF). Кроме того, некоторые из них входят в другие объединения, например ГАИСФ (ранее известный как СпортАккорд) или МАИС.
Некоторые признанные МОК виды спорта предлагаются и впоследствии входят в программу Олимпиады.

## Список
| Вид спорта                  | Федерация                                                        | Дата признания                | Сайт                                                                             |
| --------------------------- | ---------------------------------------------------------------- | ----------------------------- | -------------------------------------------------------------------------------- |
| Авиационный спорт           | Fédération Aéronautique Internationale (FAI)                     | октябрь 1986                  | FAI.org Архивная копия от 20 октября 2013 на Wayback Machine                     |
| Американский футбол         | International Federation of American Football (IFAF)             | 2013                          | IFAF.org Архивная копия от 17 декабря 2020 на Wayback Machine                    |
| Автоспорт                   | Fédération Internationale de l'Automobile (FIA)                  | p2011 – p2013                 | FIA.com Архивная копия от 11 января 2006 на Wayback Machine                      |
| Бенди                       | Federation of International Bandy (FIB)                          | 10-12 августа 2004            | worldbandy.com Архивная копия от 20 апреля 2021 на Wayback Machine               |
| Бильярд                     | World Confederation of Billiards Sports (WCBS)                   | pJuly 1996 – p5 February 1998 | Billiard-WCBS.org                                                                |
| Боулспорт                   | До 2020 года: Confédération Mondiale des Sports de Boules (CMSB) | 15 октября 1986               | CMSBoules.com Архивная копия от 27 мая 2018 на Wayback Machine                   |
| Боулспорт                   | С 2021 года: World Pétanque and Bowls Fédération (WPBF)          | унаследовано                  | wpbf-fmbp.org                                                                    |
| Боулинг                     | World Bowling (WB)                                               | 1979                          | WorldBowling.org Архивная копия от 1 ноября 2020 на Wayback Machine              |
| Бридж                       | World Bridge Federation (WBF)                                    | июнь 1995                     | WorldBridge.org Архивная копия от 12 мая 2011 на Wayback Machine                 |
| Чирлидинг                   | International Cheer Union (ICU)                                  | 6 декабря 2016                | CheerUnion.org Архивная копия от 18 апреля 2014 на Wayback Machine               |
| Шахматы                     | Fédération Internationale des Échecs (FIDE)                      | 1999                          | FIDE.com Архивная копия от 17 февраля 2011 на Wayback Machine                    |
| Крикет                      | International Cricket Council (ICC)                              | 2009                          | ICC-Cricket.com Архивная копия от 5 сентября 2008 на Wayback Machine             |
| Танцевальный спорт          | World DanceSport Federation (WDSF)                               | 1997                          | WorldDanceSport.org Архивная копия от 14 июля 2011 на Wayback Machine            |
| Флорбол                     | International Floorball Federation (IFF)                         | декабрь 2008                  | Floorball.org Архивная копия от 15 января 1998 на Wayback Machine                |
| Флаинг диск                 | World Flying Disc Federation (WFDF)                              | май 2013 – август 2015        | WFDF.org Архивная копия от 30 ноября 2020 на Wayback Machine                     |
| Айсшток                     | International Federation Icestocksport (IFI)                     |                               | IceStockSport.com Архивная копия от 12 июня 2021 на Wayback Machine              |
| Кикбоксинг                  | World Association of Kickboxing Organizations (WAKO)             |                               | Wako.sport Архивная копия от 19 апреля 2021 на Wayback Machine                   |
| Корфбол                     | International Korfball Federation (IKF)                          | 1993                          | IKF.org Архивная копия от 27 октября 2018 на Wayback Machine                     |
| Лякросс                     | World Lacrosse (WL)                                              | ноябрь 2018                   | WorldLacrosse.sport Архивная копия от 18 февраля 2022 на Wayback Machine         |
| Спасательный спорт          | International Life Saving Federation (ILSF)                      |                               | ILSF Архивная копия от 15 сентября 2008 на Wayback Machine                       |
| Мотоспорт                   | Fédération Internationale de Motocyclisme (FIM)                  | 1998 – 2000                   | FIM-live.com Архивная копия от 23 августа 2019 на Wayback Machine                |
| Альпинизм                   | Union Internationale des Associations d'Alpinisme (UIAA)         |                               | TheUIAA.org Архивная копия от 21 августа 2019 на Wayback Machine                 |
| Муай-тай                    | International Federation of Muaythai Amateur (IFMA)              | 6 декабря 2016                | IFMAMuayThai Архивная копия от 15 февраля 2020 на Wayback Machine                |
| Нетбол                      | International Federation of Netball Associations (IFNA)          | октябрь 1993 – p1995          | Netball.org Архивная копия от 11 мая 2020 на Wayback Machine                     |
| Спортивное ориентирование   | International Orienteering Federation (IOF)                      |                               | Orienteering.org Архивная копия от 26 февраля 2011 на Wayback Machine            |
| Пелота                      | Fédération Internationale de Pelota Vasca (FIPV)                 |                               | FIPV.net Архивная копия от 13 июня 2010 на Wayback Machine                       |
| Поло                        | Federation of International Polo (FIP)                           |                               | FIPPolo.com Архивная копия от 27 мая 2011 на Wayback Machine                     |
| Водно-моторный спорт        | Union Internationale Motonautique (UIM)                          | 2010                          | UIMPowerboating.com                                                              |
| Ракетбол                    | International Racquetball Federation (IRF)                       |                               | InternationalRacquetball.com Архивная копия от 1 августа 2009 на Wayback Machine |
| Самбо                       | Fédération Internationale de Sambo (FIAS)                        |                               | Sambo.sport Архивная копия от 22 апреля 2021 на Wayback Machine                  |
| Ски-альпинизм               | International Ski Mountaineering Federation (ISMF)               |                               | ISMF-Ski.org Архивная копия от 4 января 2014 на Wayback Machine                  |
| Сквош                       | World Squash Federation (WSF)                                    |                               | WorldSquash.org Архивная копия от 5 июня 2019 на Wayback Machine                 |
| Сумо                        | International Sumo Federation (IFS)                              |                               | AmateurSumo.com                                                                  |
| Перетягивание каната        | Tug of War International Federation (TWIF)                       |                               | TugOfWar-TWIF.org Архивная копия от 10 апреля 2011 на Wayback Machine            |
| Подводный спорт             | Confédération Mondiale des Activités Subaquatiques (CMAS)        |                               | CMAS.org Архивная копия от 23 февраля 2011 на Wayback Machine                    |
| Университетские виды спорта | International University Sports Federation (FISU)                |                               | FISU.org Архивная копия от 17 мая 2019 на Wayback Machine                        |
| Водные лыжи                 | International Waterski & Wakeboard Federation (IWWF)             |                               | IWSF.com Архивная копия от 4 октября 2008 на Wayback Machine                     |
| Ушу                         | International Wushu Federation (IWUF)                            |                               | IWUF.org Архивировано 26 июня 2013 года.                                         |